# پی‌یر سول
پیر سول (به انگلیسی: Pierre Soulé) سناتور سابق عضو حزب دموکرات ایالات متحده آمریکا بود. وی در سال ۱۸۴۷ و ۱۸۴۹ تا ۱۸۵۳ میلادی سناتور ایالت لوئیزیانا در سنای ایالات متحده آمریکا بود.